# Nestor (Tintin)
Nestor je fiktivní sluha na zámku Moulinsart, který vystupuje v komiksové sérii Tintinova dobrodružství. Poprvé se objevuje v díle Tajemství Jednorožce a slouží padouchům – bratrům Brabcovým. Kapitán Haddock se dozví, že na zámku sídlil jeho předek rytíř Francoise de Haddoque a proto jej koupí za peníze, které mu daroval profesor Hluchavka, jenž se zde s kapitánem také zabydlel. Nestor tak získal svého nového pána. Počínaje Tajemstvím Jednorožce se objevuje téměř v každém díle.
Nestor neopouští zámek, chová zde také kočku. Ta, když se na scéně objeví s Filutou, hned to jiskří. V příběhu Případ Hluchavka  musí Nestor několik dní sloužit Serafínu Lampionovi, vtipálkovi, který hrozně vadil kapitánu Haddockovi a který si na zámek v kapitánově nepřítomnosti nastěhoval celou rodinu. Podobně mu zavařil i Abdalláh (příběh Koks na palubě), se kterým na zámek odcestovalo i plno Arabů.